# Wrs
Andrei-Ionuț Ursu, känd professionellt som Wrs, född 16 januari 1993 i Buzău, är en rumänsk dansare, sångare och låtskrivare. Han har tidigare varit dansare åt kända artister som Inna, Antonia och Carla's Dreams samt medverkat i rumänska The Voice (Vocea României) och rumänska Talang (Românii au talent). År 2020 blev han signad för Global Records och startade sedan sitt elektropop-projekt under artistnamnet Wrs. 
Wrs kommer att representera Rumänien i Eurovision Song Contest 2022 i Turin med låten "Llámame". Han kommer att medverka i den andra semifinalen som kommer att sändas den 12 maj.